# Lambda Upsilon Lambda
 (juin 2022).
La mise en forme du texte ne suit pas les recommandations de Wikipédia : il faut le « wikifier ».
Les points d'amélioration suivants sont les cas les plus fréquents. Le détail des points à revoir est peut-être précisé sur la page de discussion.
- Les titres sont pré-formatés par le logiciel. Ils ne sont ni en capitales, ni en gras.
- Le texte ne doit pas être écrit en capitales (les noms de famille non plus), ni en gras, ni en italique, ni en « petit »…
- Le gras n'est utilisé que pour surligner le titre de l'article dans l'introduction, une seule fois.
- L'italique est rarement utilisé : mots en langue étrangère, titres d'œuvres, noms de bateaux, etc.
- Les citations ne sont pas en italique mais en corps de texte normal. Elles sont entourées par des guillemets français : « et ».
- Les listes à puces sont à éviter, des paragraphes rédigés étant largement préférés. Les tableaux sont à réserver à la présentation de données structurées (résultats, etc.).
- Les appels de note de bas de page (petits chiffres en exposant, introduits par l'outil «  Source ») sont à placer entre la fin de phrase et le point final[comme ça].
- Les liens internes (vers d'autres articles de Wikipédia) sont à choisir avec parcimonie. Créez des liens vers des articles approfondissant le sujet. Les termes génériques sans rapport avec le sujet sont à éviter, ainsi que les répétitions de liens vers un même terme.
- Les liens externes sont à placer uniquement dans une section « Liens externes », à la fin de l'article. Ces liens sont à choisir avec parcimonie suivant les règles définies. Si un lien sert de source à l'article, son insertion dans le texte est à faire par les notes de bas de page.
- La présentation des références doit suivre les conventions bibliographiques. Il est recommandé d'utiliser les modèles {{Ouvrage}}, {{Chapitre}}, {{Article}}, {{Lien web}} et/ou {{Bibliographie}}. Le mode d'édition visuel peut mettre en forme automatiquement les références.
- Insérer une infobox (cadre d'informations à droite) n'est pas obligatoire pour parachever la mise en page.

Pour une aide détaillée, merci de consulter Aide:Wikification.
Si vous pensez que ces points ont été résolus, vous pouvez retirer ce bandeau et améliorer la mise en forme d'un autre article.
 (juin 2022).
 (juin 2022).
Le contenu est difficilement compréhensible vu les erreurs de traduction, qui sont peut-être dues à l'utilisation d'un logiciel de traduction automatique.
La Unidad Latina, Lambda Upsilon Lambda Fraternity, Inc. (ΛΥΛ ou LUL) est une fraternité étudiante fondée par des Latinos de New York, à l'université Cornell à Ithaca, dans l'État de New York le 19 février 1982.
Elle compte 74 chapitres de fin d'études actifs et 15 chapitres d'anciens diplômés professionnels dans les universités et les villes des États-Unis. La Unidad Latina, Lambda Upsilon Lambda Fraternity, Incorporated est la seule fraternité latino à avoir reçu une charte dans les 8 universités de l'Ivy League.
Bien que fondée sur des principes latinos, Lambda Upsilon Lambda a été ouverte aux hommes de toutes origines depuis sa création. La fraternité est membre de l'Association Nationale des Organisations Fraternelles Latines (NALFO) et est le troisième membre le plus ancien par date de fondation. Elle a également le deuxième statut le plus ancien en activité continue au niveau collégial pour l'association.

## Histoire
En 1981, la Lambda Upsilon Lambda est une idée de 11 étudiants latinos de l'université Cornell, qui ressentent le besoin de plus de fraternité, d'unité et d'expression culturelle de leur héritage latino sur le campus.
Plus précisément, le père fondateur Hernando Londoño, qui est l'un des principaux pionniers de la lignée fondatrice de l'organisation grecque latine[pas clair], fait valoir à ses pairs que les étudiants latinos de l'institution n'ont le choix qu'entre rejoindre des fraternités traditionnellement blanches ou historiquement noires. Il croit également que les autres groupes latinos sur le campus ne sont pas capables de créer un assez grand sentiment d'unité au sein de la communauté locale. Il veut donc créer une organisation qui travaillerait à la création de leaders au sein de la population latino-américaine, qui feraient de l'établissement d'un sentiment d'unité au sein de la communauté latino-américaine leur plus haute priorité.
C'est pour cette raison qu'au cours de l'automne 1981[style à revoir], après quatre rencontres entre Londoño et ses camarades latinos, ils décident de nommer leur club "La Unidad Latina". Le club est ensuite enregistré auprès de l'université le 15 septembre 1981. Ce club jetterait les bases de discussions pour créer une fraternité latino sur le campus. Le semestre suivant, en janvier 1982, la fraternité est officiellement enregistrée auprès de l'administration Cornell. Le mois suivant, une cérémonie d'initiation officielle a eu lieu, et le 19 février 1982 devient officiellement la date de fondation de la fraternité.
À cette occasion, les 11 étudiants de premier cycle ainsi que deux autres membres du corps professoral s'établissent comme la ligne Alpha du chapitre du même nom de la Lambda Upsilon Lambda.[style à revoir], et se réfèrent à eux-mêmes comme les pères fondateurs. Ainsi, comme d'autres lignées fondatrices de différentes LGO au cours de l'ère de la "force", les pères fondateurs ont calqué leur cérémonie d'inventaire sur les organisations grecques du Conseil national panhellénique comme Alpha Phi Alpha[pas clair], L'établissement de l'organisation à l'Université Cornell en a fait la première fraternité latine à être fondée dans une institution de l'Ivy League et la troisième plus ancienne à être active à l'époque au niveau collégial (car Phi Iota Alpha était inactif au niveau collégial[style à revoir] jusqu'en 1987, date à laquelle il a été relancé).

## Symbolisme
Les couleurs primaires de Lambda Upsilon Lambda sont le marron et l'or, les couleurs secondaires sont le blanc et le rouge. 
Chacune d'elles est intégrée dans les quatre quadrants de la crête fraternelle[style à revoir]:
- Dans le quadrant brun supérieur gauche est représenté un parchemin avec une image de l'Amérique latine.
- Le quadrant supérieur droit doré comprend un bonnet phrygien rouge au sommet du caducée avec deux mains secouant les nuages au centre.
- Dans le quadrant inférieur droit blanc, un soleil avec 13 rayons peut être vu au-dessus d'une chaîne de montagnes, à l'arrière-plan d'une pyramide mésoaméricaine.
- Le quadrant rouge inférieur gauche comporte deux épées croisées derrière une bande de ruban avec l'année 1982 et un pendentif pendant en forme de clé[9].

Au centre du bouclier Lambda Upsilon Lambda, la mascotte de la fraternité est représentée dans un bouclier.
Le blason a connu trois versions différentes depuis 1982 : 
- La première version avait une palette de couleurs différentes. Elle présentait des éléments supplémentaires : treize ensembles d'armures de chevalier dans le haut des armoiries, et une grande bannière de ruban supplémentaire portant le nom de la fraternité.
- Le deuxième blason de Lambda Upsilon Lambda est presque identique à sa version actuelle, à la seule différence que la bande de ruban du quadrant inférieur gauche comporte la devise de la fraternité : « La Unidad Para Siempre » au lieu de son année de fondation.

## Chapitres nationaux
La fraternité compte 74 chapitres de premier cycle (dont six sont des chapitres provisoires et dont un a fermé) et 15 chapitres d'anciens diplômés professionnels,,.